# Clube Desportivo de Torres Novas
Pour les articles homonymes, voir Torres Novas et Novas.
Maillots
Le CD Torres Novas est un club de football portugais basé à Torres Novas dans le centre du Portugal.

## Historique
Le club passe plusieurs saisons en deuxième division.
La dernière présence en deuxième division du Clube Desportivo de Torres Novas remonte à la saison 1976-1977.